# Уинъшийк (окръг, Айова)
Окръг Уинъшийк (на английски: Winneshiek County) е окръг в щата Айова, Съединени американски щати. Площта му е 1787 km², а населението - 21 310 души (2000). Административен център е град Декора.